# エンターテイメント!
『エンターテイメント!』（Entertainment!）は、イングランドのポストパンク・バンド、ギャング・オブ・フォーが1979年にEMIから発表した初のスタジオ・アルバム。

## 背景
レコーディングは3週間で行われた。ジャケット・デザインは、メンバーのジョン・キングとアンディ・ギルが担当した。アンディ・ケルマンはallmusic.comにおいて本作の音楽性を「どことなくファンキーなリズムの痙攣、鋭く点描画を思わせるギターの一突き、語りやシャウトによるボーカル」と説明している。
ジョン・キングによれば、所属レーベルのEMIは「アイ・ファウンド・ザット・エッセンス・レア」を本作からの第1弾シングルとしてリリースしようとしたが、バンド側は「この曲は商業的すぎるし代表曲ではない」と拒否したという。

## 反響
1979年6月、本作からの先行シングル「アット・ホーム・ヒーズ・ア・ツアリスト」が全英シングルチャートで58位に達した。なお、バンドはこの曲で「トップ・オブ・ザ・ポップス」に出演する予定だったが、歌詞の中のコンドームを意味する「rubbers」という言葉が問題視され、BBCから「rubbish」に変更して歌うことを要求されたため、バンドは出演を取りやめた。
本作は1979年10月に全英アルバムチャートで45位に達した。アメリカ盤LPは1980年にワーナー・ブラザース・レコードから発売され、Billboard 200にはチャート・インしなかったが、シングル「ダメージド・グッズ／アイ・ファウンド・ザット・エッセンス・レア」はビルボードのダンス・ミュージック／クラブ・プレイ・シングル・チャートで39位に達した。

## 評価・影響
『ローリング・ストーン』誌が2003年に選出したオールタイム・グレイテスト・アルバム500では490位にランク・インし、後の2020年版改訂では273位となった。また、同誌が選出した「オールタイム・ベスト・デビュー・アルバム100」では81位にランク・イン。
2004年にピッチフォーク・メディアのスタッフが選出した「1970年代のトップ100アルバム」では8位にランク・イン。2012年にアメリカのデジタル音楽誌『Paste』が選出した「1970年代のベスト・アルバム70」では56位にランク・インした。
1995年に発売されたリマスターCDのライナーノーツにはフリー、マイケル・スタイプ、タッド・ドイル（タッド）の3人が寄稿しており、ドイルはRed Setというカヴァー・バンドで本作の全曲を演奏していたこともあったという。

## 収録曲
全曲ともメンバー4人の共作。
1. エーテル - "Ether" - 3:51
2. ナチュラルズ・ノット・イン・イット - "Natural's Not in It" - 3:06
3. ノット・グレイト・メン - "Not Great Men" - 3:05
4. ダメージド・グッズ - "Damaged Goods" - 3:27
5. リターン・ザ・ギフト - "Return the Gift" - 3:04
6. ガンズ・ビフォー・バター - "Guns Before Butter" - 3:47
7. アイ・ファウンド・ザット・エッセンス・レア - "I Found That Essence Rare" - 3:13
8. グラス - "Glass" - 2:28
9. コントラクト - "Contract" - 2:39
10. アット・ホーム・ヒーズ・ア・ツアリスト - "At Home He's a Tourist" - 3:30
11. 5:45 - "5.45" - 3:43
12. アンスラックス - "Anthrax" - 4:20

### 1995年再発CDボーナス・トラック
1. トレインズ・ドント・ラン・オン・タイム - "Outside the Trains Don't Run on Time" - 3:27
  - 1980年3月録音[6]。
2. ヒード・センド・イン・ジ・アーミー - "He'd Send in the Army" - 3:40
  - 1980年3月録音[6]。
3. イッツ・ハー・ファクトリー - "It's Her Factory" - 3:08
  - 1979年3月録音[6]。

## 他メディアでの使用例
「ナチュラルズ・ノット・イン・イット」は、2006年公開の映画『マリー・アントワネット』のサウンドトラックで使用された。

## 参加ミュージシャン
- ジョン・キング - ボーカル
- アンディ・ギル - ギター
- デイヴ・アレン - ベース
- ヒューゴー・バーナム - ドラムス